# James W. Symington

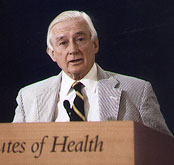
James W. Symington (2001)

James Wadsworth Symington (* 28. September 1927 in Rochester, New York) ist ein ehemaliger US-amerikanischer Politiker. Zwischen 1969 und 1977 vertrat er den Bundesstaat Missouri im US-Repräsentantenhaus.

## Werdegang
James Symington, Sohn des US-Senators Stuart Symington (1901–1988), besuchte zunächst die St. Bernard’s School in New York City und dann die St. Louis County Day School in Missouri. In den Jahren 1945 und 1946 diente er im United States Marine Corps. Danach studierte er bis 1950 an der Yale University. Nach einem anschließenden Jurastudium an der Columbia Law School und seiner 1954 erfolgten Zulassung als Rechtsanwalt begann er in St. Louis in diesem Beruf zu arbeiten. Zwischen 1958 und 1960 war er in London im diplomatischen Dienst der Bundesregierung beschäftigt. Von 1961 und 1962 fungierte Symington als stellvertretender Direktor der Vereinigung Food for Peace; danach war er bis 1963 für Justizminister Robert F. Kennedy tätig. In den Jahren 1965 und 1966 war er Mitglied der vom Präsidenten eingesetzten Kommission zur Bekämpfung der Jugendkriminalität. Außerdem war er Berater der President’s Commission on Law Enforcement and Administration of Justice.
Von 1966 bis 1968 hatte Symington den Posten des Protokollchefs im Außenministerium inne. Politisch schloss er sich der Demokratischen Partei an. Bei den Kongresswahlen des Jahres 1968 wurde er im zweiten Wahlbezirk von Missouri in das US-Repräsentantenhaus in Washington, D.C. gewählt, wo er am 3. Januar 1969 die Nachfolge des Republikaners Thomas B. Curtis antrat. Nach drei Wiederwahlen konnte er bis zum 3. Januar 1977 vier Legislaturperioden im Kongress absolvieren. In dieser Zeit endete der Vietnamkrieg. Im Jahr 1974 wurde auch die Arbeit des Kongresses durch die Watergate-Affäre überschattet.
1976 verzichtete James Symington auf eine weitere Kandidatur für das US-Repräsentantenhaus. Stattdessen strebte er erfolglos die Nominierung seiner Partei für die Wahlen zum US-Senat an. Nach seinem Ausscheiden aus dem Kongress war er zwischen 1986 und 2001 Direktor des Atlantic Council. Im Jahr 2001 wurde er Direktor des Russian Leadership Program der Library of Congress; danach arbeitete er als Anwalt in einer Kanzlei in der Bundeshauptstadt Washington.

## Weiteres
Symington trat als Kommentator in Ken Burns’ Dokumentarfilm Civil War auf.